# Викторија Албитинијска
Викторија Албитинијска (мученица 304.) - је ранохришћанска мученица из 3. века. 
Света Викторија је рођена у Албитинији у северној Африци у племићкој породици. Она се као дете обратила и пришла Цркви. Њени родитељи су хтели да да је удају за младића из племићке породице, али је света Викторија одбила да се уда, а на дан венчања скочила је кроз прозор родитељске куће и тако избегла удају.
По њеном житију, света Викторија је ухапшена за време служења Свете Литургије. Њен брат, незнабожац Фортунатијан, покушао је да се заузме за њу, рекавши на суду да је луда. Она је оповргла његове изјаве уласком у дискусију са судијом по имену Ануллин. Судија је хтео је да је пусти, предавши је брату, али је она то одбила рекавши да је само Бог може водити. Познавајући њене родитеље, судија ју је молио да се одрекне својих „фантазија“ како не би изгубила живот. Викторија је, међутим, исповедила да је она хришћанка, да је верна Богу и да се причестила Светим Даровима.
Заједно са Викторијом страдало је још четрдесет и пет хришћана, међу којима се посебно помињу Телик , Ампелије, Емеритус и Рогатијан, који су бачени у тамницу, где су показали посебну снагу духа. Након тога су сви погубљени.
Дан сећања свете Викторије је 11. фебруар .